# Dorylaion
Koordinaten: 39° 48′ 0″ N, 30° 32′ 9,2″ O
Dorylaion (altgriechisch Δορύλαιον; lateinische Form Dorileon oder Dorylaeum), eingedeutscht Doryläum, war eine antike Stadt im nördlichen Phrygien in Kleinasien. Heute ist es unter dem Namen Şarhöyük ein Stadtteil Eskişehirs.
Die Stadt existierte bereits unter den Phrygern, wird aber erst in römischer Zeit in schriftlichen Quellen erwähnt. Im Römischen Reich war sie ein Handelsplatz, im Byzantinischen Reich eine Diözese. Nach der Schlacht bei Manzikert (1071) wurde sie von den Seldschuken erobert.
Während der Kreuzzüge fanden nahe Dorylaion, das damals bereits in Ruinen lag, zwei Schlachten statt. Während des Ersten Kreuzzugs schlugen hier die Kreuzfahrer die Seldschuken, ihr erster bedeutender Sieg (Schlacht von Doryläum (1097)). Während des Zweiten Kreuzzugs war es Ort einer empfindlichen Niederlage der Kreuzfahrer (Schlacht von Doryläum (1147)).
Der byzantinische Kaiser Manuel I. Komnenos befestigte Dorylaion 1175, verlor es aber bereits 1176 an die Seldschuken nach der Schlacht bei Myriokephalon. 1240 wurde Dorylaion von den Osmanen erobert.